# ثلاثة أيام من السعادة (رواية)
ثلاثة أيام من السعادة (باليابانية: 三日間の幸福 بالروماجي: Mikkakan no kōfuku) هي رواية يابانية كتبت من قبل ساجورو مياكي و رسمت من قبل E9L. تم نشرها من قبل آسكي ميديا وركس في ديسمبر 2013. تم اقتباس مانغا من الرواية بعنوان بعت حياتي بعشرة الاف ين للسنة (باليابانية: 寿命を買い取ってもらった。一年につき、一万円で。 بالروماجي: Jumyō o Kaitotte Moratta. Ichinen ni Tsuki, Ichimanen de.) والتي رسمت من قبل شويتشي تاجوتشي ونشرت من قبل شوئيشا في منصتهم شونن جمب+, ومن ثم نشرهاعلى ثلاث مجلدات.

## القصة
غير قادر على تغطية نفقاته في اليابان مع وظيفته بدوام جزئي، كوسونوكي بعمر 20 سنة استعد لكي يبيع اخر ممتلكاته. بعد زيارة المكتبة لبيع الكتب، البائع اخبر كوسونوكي بمكان يمكنه فيه ان يبيع فترة حياته من اجل المال. كل شيء من مدى تاثير الفرد على العالم وعدد الناس الذين اثر بهم يحددون السعر المقابل لفترة حياتهم. كوسونوكي بعد ان انتابه الفضول قرر ان يذهب الى ذلك المكان. هنالك قابل بائعة غامضة، فتاة اسمها مياجي. مياجي اخبرته بان كل ما تبقى من فترة حياته يساوي 300,000 ين (حوالي 3,000 دولار)، اقل بكثير من المتوسط. بعد ان استوعب ان ما تبقا من حياته عديم القيمة، كوسونوكي قرر ان يبيع فترة حياته مبقيا على ثلاث اشهر فقط لكي يستطيع ان يستمتع بالمال الذي اكتسبه. في اليوم التالي، كوسونوكي استيقظ لنقر بابه من قبل مياجي. فسياسة الشركة تقتضي بان تقوم مياجي بمراقبته خلال الثلاث الأشهر القادمة حتى مماته. مع المال الذي اكتسبه وثلاث اشهر لكي يعيش، كاسونوكي سيحاول لتعديل حياته البائسة تحت مراقبة مياجي.

## الشخصيات
كوسونوكي
رجل يبلغ من العمر 20 عامًا في حياة ووضع مالي صعب، يبيع 30 سنة المتبقة من عمره مقابل 300,000 ين.
مياجي
الشابة التي كانت البائعة في متجر فترة الحياة والتي أصبحت المراقبة على كاسونوكي في الأشهر الثلاث المقبلة.
هيمينو
صديقة الطفولة لكاسونوكي والتي يملك مشاعر تجاهها.

## وسائط

### رواية
تم تأليف رواية ثلاثة ايام من السعادة من قبل ساجورو مياكي ورسمت من قبل E9L، وتم نشره في مجلد واحد بواسطة آسكي ميديا وركس تحت علامة Media Works Bunko الخاصة بهم في 25 ديسمبر 2013.  

### مانغا
تم نشر مانجا المقتبسة من الرواية التي كتبها سوغارو مياكي ورسمها شويتشي تاجوتشي على موقع ويب شوئيشا وتطبيق شونن جمب+ من 10 أغسطس 2016  إلى 25 أكتوبر 2017.  لاحقا جمعت شوئيشا فصول المانغا في ثلاث مجلدات والتي تم نشرها من 4 يوليو إلى 4 ديسمبر 2017.  